# Danko Angjelinović
Danko Angjelinović (Makarska, 13. travnja 1893. – Split, 23. rujna 1963.) bio je hrvatski književnik i prevoditelj.

## Životopis
Potječe iz stare hvarske obitelji iz Sućurja na Hvaru. Završio je pravni studij u Zagrebu, te stekao stručni naziv doktora prava. Službovao je kao odvjetnički i sudski pripravnik u Splitu i Zagrebu, bio je činovnik u Skoplju, te samostalni odvjetnik u Zagrebu. Oženio je doktoricu Marinu Gutschy. Politički je bio orijentiran jugoslavensko-unitaristički, ali po dostupnim podatcima nije bio stranački organiziran; njegov brat Grgo Angjelinović (kao povjerenik za javnu sigurnost u Zagrebu organizirao je gušenje pobune 53. i 25. pukovnije u Zagrebu, kada su 5. prosinca 1918. godine prosvjedovali protiv ujedinjenja sa Srbijom i tada je po službenom izvješću ubijeno 13 prosvjednika, od toga 9 vojnika, a ranjeno 17 ljudi, od toga 10 vojnika) - s kojim je Danko u Zagrebu zajednički vodio odvjetnički ured - bio je istaknuti član jugounitarističke Jugoslavenske demokratske stranke Svetozara Pribićevića.
U vrijeme Drugog svjetskog rata surađuje s četnicima Ilije Trifunovića, zapovjednika četnika na području NDH, i talijanskim okupatorima.
Djed je hrvatske političarke Vesne Pusić

## Književni rad
Angjelinović je svojim djelom Robovi zemlje vrlo je srodan djelima Josipa Kozarca, te ih se obojicu može smatrati nasljednicima Ivana Sergejeviča Turgenjeva. Pisao je pjesme (prvu zbirku pjesama Galebovi objavljuje 1918. godine), novele, humoreske, članke, eseje, pripovijetke i romane, drame i prozu, a osobitu pozornost zavrjeđuje roman o lovačkom psu Moj Dren. Na hrvatski je preveo Shakespeareove Sonete i ostalu nedramsku poeziju. Pjesma »Jematva«, posljednja je koju je ispjevao putujući parobrodom »Herceg-Novi« iz Staroga Grada u Split, upravo na dan svoje smrti.
Jedno je vrijeme bio u državnoj službi, a kao odvjetnik radi do 1941. kada odlazi u Split. Drugi je svjetski rat proveo u talijanskoj internaciji. Bio je upućen na prisilni boravak u Apriku (tal. Aprica), liječio se u bolnici u Sondriju, a diplomatski izvor tvrdi kako je bio i u koncentracijskom logoru Ferramontiju. Drugi izvori navode kako je s još 300 Splićana bio upućen na Lipare. Angjelinovićeva supruga bila je internirana u Lepoglavi. Iz zatvora je oslobođen 1944., pa je otišao u Kairo, te se u Drugu Jugoslaviju vratio poslije rata.
Možda zahvaljujući svojoj posve jasnoj jugoslavenskoj orijentaciji, nije proganjan od komunističkih vlasti, a 1955. godine mu je objavljen i nagrađen "Lovačkom nagradom" roman lovačke tematike Posljednja želja.